# Rui Vitorino Ramos
Rui Vitorino Ramos (Itaqui, 8 de setembro de 1909 – Guaíba, 21 de setembro de 1962) foi um político brasileiro.
Filho de Laurindo Ramos e de Ecilda Vitorino Ramos. Casou com Neíte Martins Ramos, com quem teve quatro filhos.
Foi eleito deputado federal nas eleições estaduais no Rio Grande do Sul em 1950 pelo Partido Trabalhista Brasileiro (PTB) e nas eleições estaduais no Rio Grande do Sul em 1958.
Morreu juntamente com sua mulher em desastre aéreo em Sertão de Santana, município de Guaíba, em 21 de setembro de 1962, durante sua última campanha eleitoral.